# Александер Стівенс
Александер Гамільтон Стівенс (англ. Alexander Hamilton Stephens; нар. 11 лютого 1812, Кроуфордвілл, Джорджія — пом. 4 березня 1883, Атланта, Джорджія) — американський політик. Віцепрезидент Конфедеративних Штатів Америки з 1861 по 1865.
Вивчав право в Університеті Джорджії у Афінах і став адвокатом у 1834 році. Член Палати представників Джорджії з 1836 по 1841, сенатор Джорджії з 1842 по 1843, входив до Палати представників США з 1843 по 1859. У 1872 році він був знову обраний до Палати представників, де працював протягом десяти років. У 1883 обраний губернатором Джорджії, але помер через кілька місяців після вступу на посаду.